# 182-я стрелковая дивизия
182-я стрелковая Дновская дивизия — воинское соединение РККА в Великой Отечественной войне.

## История
Сформирована в августе — сентябре 1940 года, после присоединения Эстонии к СССР в составе 22-го стрелкового корпуса на базе 3-й и 4-й пехотных дивизий Эстонской народной армии (по другим данным, на базе 2-й Тартуской пехотной дивизии). Личный состав дивизии остался в униформе эстонской армии, однако с советскими знаками различия. Весь личный состав дивизии представляли собой эстонцы, за исключением политсостава и заместителей командиров по строевой части, которые были присланы из Красной Армии.
В действующей армии во время Великой Отечественной войны с 22 июня 1941 года по 9 мая 1945 года.

### 1941
На 22 июня 1941 года штаб дивизии и спецподразделения дислоцировались в Тарту, 140-й стрелковый полк в Выру, 171-й стрелковый полк в Петцери, 232-й стрелковый полк в Эльбе. В приграничном сражении дивизия участия не принимала.
С объявлением войны, дивизия произвела отмобилизование до штатов военного времени. Приписной состав прибыл преимущественно из Ивановской области. Всё вооружение дивизии было иностранное, преимущественно английское.
C 1 июля 1941 года железной дорогой перебрасывается в Порхов, к 3 июля 1941 года начала занимать позиции. Вступила в бои на заключительном этапе оборонительной операции советских войск в Прибалтике
К 7 июля 1941 года, усиленная 5-м танковым полком 3-й танковой дивизии, заняла оборону под Порховом и вступила в бой с 6-й танковой дивизией у Поречья, Вертогузово на рубеже реки Черёхи.
С началом боевых действий в дивизии наблюдалось массовое дезертирство и переход на сторону врага.
Из доклада майора Шепелева в разведуправление Северо-Западного фронта от 14 июля 1941 года

«Значительная часть командиров и красноармейцев эстонцев перешла на сторону немцев. Среди бойцов царит вражда и недоверие к эстонцам»
Было бы неверным полагать, что все этнические эстонцы перешли или готовы были перейти на сторону противника; значительное количество остались воевать на стороне СССР. В то же время, среди граждан бывшей Эстонской Республики, оказавшихся к началу войны в рядах 182-й стрелковой дивизии, был достаточно высок процент лиц еврейской национальности, переход которых к немцам исключался сам собой.
10 июля 1941 года вражеские части прорвали порядки дивизии, и дивизия к 11 июля 1941 года была вынуждена оставить Порхов, переправилась на восточный берег Шелони, отступая к Дно.
В ходе контрудара под Сольцами находилась в обороне, прикрывая с запада удар южной группировки советских войск. Была 18 июля 1941 года вновь атакована противником южнее Дно, после чего дивизия отступала по направлению к Старой Руссе. С 19 июля 1941 года ведёт тяжёлые бои в районе станции Морино.
К 28 июля 1941 года дивизия отошла в район северо-западнее Старой Руссы, где практически сразу же была атакована. Вела ожесточённые бои на подступах к Старой Руссе, 8 августа 1941 года, дивизия была вынуждена отойти за Старую Руссу и далее на восток в район южнее Парфино, 13 августа 1941 года переправившись через Ловать.
В ходе контрудара советских войск дивизия 13 августа 1941 года перешла в наступление из района южнее Парфино, форсировала Ловать, c 15 августа 1941 года по 23 августа 1941 года ведёт бои на восточной окраине Старой Руссы, затем была вынуждена вновь отступать на восток.
На 8—13 сентября 1941 года находилась северо-западнее Починка.

### 1942
С 8 января 1942 года перешла в наступление в ходе Демянской наступательной операции, наступала непосредственно на Старую Руссу, к городу не смогла пробиться, после чего занимала оборону на достигнутых рубежах.

### 1943
В январе 1943 года дивизия была выведена на перегруппировку в район южнее Парфино, после чего 17 января 1943 года была передислоцирована в район деревни Семёновщины, а 9 февраля 1943 года вновь в район Парфино.
Задача на Демянскую наступательную операцию была поставлена перед дивизией следующая: прорвать сильно укреплённую оборону противника на участке Чириково, Пенно выйти на западный берег реки Порусья, а в дальнейшем наступать к реке Поли́сти. Слева от дивизии, южнее Пенно наступала 43-я гвардейская стрелковая дивизия. 23 февраля 1943 года, атакуя, 182-я дивизия сумела прорвать передний край обороны противника, перерезала дорогу Старая Русса — Пенно, 24 февраля при поддержке 32-го танкового полка уничтожила немецкий гарнизон в деревне Пенно и оставила там свой гарнизон. С 4 марта 1943 года дивизия возобновила наступление, форсировала Порусью, начала продвигаться вперёд к реке Полнеть, затем вышла к Полисти, после чего была переброшена под Старую Руссу и заняла новые позиции в лесу восточнее Липовцы. Перед дивизией была поставлена задача прорыва обороны противника на рубеже Парфино, Казанки, в дальнейшем выйти на реку Порусья и освободить южную часть Старой Руссы. С 14 марта 1943 года дивизия перешла в наступление, выбила противника из Парфино, вышла на окраины Старой Руссы, однако полностью задачу на операцию — имея в виду освобождение Старой Руссы — выполнить не смогла и к 17 марта 1943 года закрепилась на достигнутых рубежах в районе Соболеве, Большие Казанки.
20 марта 1943 года сдала оборонительные позиции и перешла на другой рубеж Чириково, Марфино, где и вела, в том числе и напряжённые, оборонительные бои, прикрывая реку Ловать и рамушевское шоссе.
30—31 марта 1943 года героически действовал гарнизон дивизии, оставленный в Пенно, который попал в окружение.
Из дневника боевых действий 182-й стрелковой дивизии:

«Всего из гарнизона Пенна вышло 7 бойцов и командиров 171-го полка 182-й стрелковой дивизии: старшие лейтенанты Баркалов и Тихонов, лейтенант Корсаков, красноармейцы Тарасов, Мосьянов, Новиков, Левашов».
В ночь на 15 мая 1943 года вновь сдала оборону соседним соединениям и вдоль реки Ловать вышла в резерв в район Берлюкова, Редцы, где находилась более месяца. В ночь на 23 июня 1943 года дивизия сменила 10-ю воздушно-десантную дивизию и заняла оборону на рубеже река Редья, Михалкино, Чернышево, протяжённостью по фронту 15 и в глубину 12 километров.
С 18 августа 1943 года перешла в наступление на Старую Руссу и вела безуспешные бои за город весь август 1943 года, и вплоть до 1944 года находилась на тех же позициях.
Так, на 7 ноября 1943 года находилась в районе населённого пункта Соболево в 26 километрах южнее города Старой Руссы.

### 1944
В ходе Старорусско-Новоржевской операции с 26 января 1944 года дивизия снята с занимаемой полосы обороны и сосредоточивается в районе Медведено, Пески, Козлова в 50 километрах от Старой Руссы, в готовности наступать в направлении Волот, Морино и далее на город Дно в Псковской области. 15 февраля 1944 года дивизия вела бой за деревню Медведово, расположенную на дороге Старая Русса — Холм. С 18 февраля 1944 года преследует отступающие от Старой Руссы войска противника, через Замошье продвигалась к Дно, на подступы к которому вышла к 22 февраля 1944 года.
В наступлении на Дно дивизию в частности поддерживали 239-й танковый полк, 701-й гвардейский миномётный полк реактивной артиллерии и 110-й миномётный полк. Справа наступление вела 44-я гвардейская стрелковая дивизия, слева 137-я стрелковая бригада и 37-й танковый полк. 24 февраля 1944 года Дно был освобождён. За период операции дивизия освободила 239 населённых пунктов, четыре железнодорожные станции, три города, по своим отчётам захватив 108 пленных, уничтожив 3469 солдат и офицеров.
26 февраля 1944 года дивизия маршем вышла из Дно в направлении Основицы, Баровия, Дубровка, Вышегород, к 28 февраля 1944 года вышла на железную дорогу Остров — Пушкинские горы, а затем к 1 марта 1944 года вышла к реке Великая к так называемым Григоркинским высотам. В этот же день совместно с 23-й гвардейской стрелковой дивизией штурмует высоты и вытесняет противника на берег Великой, с 4 марта 1944 года вновь наступает и отбрасывает противника на противоположный берег реки, форсирование реки с ходу было неудачным.
26 марта 1944 года форсировала реку Великая у деревни Середкина-Слепни (Пушкиногорский район, Псковская область) и захватила там плацдарм (Стрежневский плацдарм) глубиной 14 километров, вела бой за населённый пункт Глыжино в 13 километрах северо-западнее посёлка Пушкинские Горы Псковской области. Слева наступала 26-я стрелковая дивизия, справа 208-я стрелковая дивизия. Противником была 15-я гренадерская дивизия ваффен-СС (1-я латвийская). Весь апрель 1944 года, вместе с частями усиления (1186-й истребительно-противотанковый артиллерийский полк, 239-й танковый полк, 37-й танковый полк) вела тяжелейшие бои с переменным успехом на плацдарме, понеся при этом большие потери, но всё же удержав уменьшившийся плацдарм. C 7 по 14 апреля 1944 года предпринимает безуспешную попытку наступления с плацдарма. К концу наступления в дивизии было всего 2800 человек. Была снята с плацдарма, пополнена и по-видимому в июне 1944 года переброшена южнее, в районе восточнее Себежа.
С 10 июля 1944 года принимала участие в Режицко-Двинской наступательной операции, 14—15 июля 1944 года вела бой за деревни Леоненки (Себежский район Псковская область, 28 июля 1944 года частью сил освобождает Прейли.
С 1 августа 1944 года наступала в ходе Мадонской операции, 2 августа 1944 года форсировала реку Не́ретиню. 12 августа 1944 года вела бой западнее посёлка Ляудона (Мадонский район, Латвия, к концу августа 1944 года вышла на дальние восточные подступы к Риге, в сентябре 1944 года вела бои в Двинском уезде. Затем была пополнена и переброшена в 43-ю армию, которая перебрасывалась, в свою очередь, из-под Риги в район Шяуляя. Оттуда дивизия наступала с 5 октября 1944 года в ходе Мемельской операции в районе Приекуле.

### 1945
C января 1945 года принимала участие в Земландской наступательной операции, наступая из района Тильзита вдоль берега Куршес-Хафф на Земландский полуостров, 20 января 1945 года освободила город Каукемен, 31 января — 1 февраля 1945 года вела бой около населённого пункта Зергиттен (8 километров северо-западнее Кёнигсберга), в течение февраля 1945 года — в районе Побетен.
В апреле 1945 года перерезала железную дорогу от Кёнигсберга до Пиллау у населённого пункта Куменен, 15 километров юго-западнее города Нёйкурен, 13—15 апреля 1945 года вела там бои и наконец вышла на побережье Балтийского моря, где и закончила боевые действия. С 24 апреля 1945 года была начата переброска дивизии в район Гдыни, где дивизия и встретила окончание войны.
Расформирована в июле 1945 года.

## Состав
- 140-й стрелковый полк (в/ч № 4297)
- 171-й стрелковый полк (в/ч № 4302)
- 232-й стрелковый полк (в/ч № 4318)
- 625-й лёгкий артиллерийский полк (в/ч № 4347)
- 626-й гаубичный артиллерийский полк (до 1 октября 1941, в/ч № 4359)
- 14-й отдельный истребительно-противотанковый дивизион (до 1 октября 1941 и с 20 сентября 1942, в/ч № 4361)
- 138-й отдельный зенитный артиллерийский дивизион (до 1 октября 1941, в/ч № 4379)
- 23-й отдельный зенитный артиллерийский дивизион (с 10 октября 1941 по 5 февраля 1942)
- 23-я отдельная зенитная батарея (с 5 февраля по 28 июня 1942)
- 322-я отдельная зенитная батарея (с 28 июня 1942 по 25 марта 1943)
- 108-я отдельная разведывательная рота (108-й отдельный разведывательный батальон, в/ч № 4386)
- 201-й (493-й) отдельный сапёрный батальон (в/ч № 4438)
- 9-й отдельный батальон связи (897-я отдельная рота связи, в/ч № 4422)
- 1-й отдельный медико-санитарный батальон (в/ч № 5948)
- 181-я отдельная рота химической защиты
- 382-я автотранспортная рота (в/ч № 5927)
- 354-я полевая хлебопекарня
- 147-й дивизионный ветеринарный лазарет
- 1452-я полевая почтовая станция
- 690-я полевая касса Государственного банка
- 4-я отдельная штрафная рота 182-й дивизии и 34-й армии
- 28-й отдельный лыжный батальон (с февраля 1942)

## Подчинение
| Период          | Фронт (округ)           | Армия                 | Корпус                             | Примечания |
| --------------- | ----------------------- | --------------------- | ---------------------------------- | --- |
| 22.06.1941 года | Северо-Западный фронт   | 27-я армия            | 22-й стрелковый корпус             | — |
| 01.07.1941 года | Северо-Западный фронт   | —                     | 22-й стрелковый корпус             | — |
| 10.07.1941 года | Северо-Западный фронт   | 11-я армия            | 22-й стрелковый корпус             | — |
| 01.08.1941 года | Северо-Западный фронт   | 22-я армия            | 29-й стрелковый корпус             | — |
| 01.09.1941 года | Северо-Западный фронт   | 11-я армия            | —                                  | — |
| 01.10.1941 года | Северо-Западный фронт   | 11-я армия            | —                                  | — |
| 01.11.1941 года | Северо-Западный фронт   | 11-я армия            | —                                  | — |
| 01.12.1941 года | Северо-Западный фронт   | 11-я армия            | —                                  | — |
| 01.01.1942 года | Северо-Западный фронт   | 11-я армия            | —                                  | — |
| 01.02.1942 года | Северо-Западный фронт   | 11-я армия            | —                                  | — |
| 01.03.1942 года | Северо-Западный фронт   | 11-я армия            | —                                  | — |
| 01.04.1942 года | Северо-Западный фронт   | 11-я армия            | —                                  | — |
| 01.05.1942 года | Северо-Западный фронт   | 11-я армия            | —                                  | — |
| 01.06.1942 года | Северо-Западный фронт   | 11-я армия            | —                                  | до 06.06.1942 |
| 01.06.1942 года | Северо-Западный фронт   | 27-я армия            | —                                  | — |
| 01.07.1942 года | Северо-Западный фронт   | 27-я армия            | —                                  | — |
| 01.08.1942 года | Северо-Западный фронт   | 27-я армия            | —                                  | — |
| 01.09.1942 года | Северо-Западный фронт   | 27-я армия            | —                                  | — |
| 01.10.1942 года | Северо-Западный фронт   | 27-я армия            | —                                  | — |
| 01.11.1942 года | Северо-Западный фронт   | 27-я армия            | —                                  | — |
| 01.12.1942 года | Северо-Западный фронт   | 27-я армия            | —                                  | — |
| 01.01.1943 года | Северо-Западный фронт   | 27-я армия            | —                                  | до 20.01.1943 |
| 01.02.1943 года | Северо-Западный фронт   | 34-я армия            | —                                  | до 11.02.1943 |
| 01.03.1943 года | Северо-Западный фронт   | 27-я армия            | —                                  | — |
| 01.04.1943 года | Северо-Западный фронт   | 27-я армия            | —                                  | до 03.04.1943 |
| 01.05.1943 года | Северо-Западный фронт   | 34-я армия            | —                                  | — |
| 01.06.1943 года | Северо-Западный фронт   | 34-я армия            | —                                  | — |
| 01.07.1943 года | Северо-Западный фронт   | 34-я армия            | —                                  | — |
| 01.08.1943 года | Северо-Западный фронт   | 34-я армия            | —                                  | — |
| 01.09.1943 года | Северо-Западный фронт   | 34-я армия            | —                                  | — |
| 01.10.1943 года | Северо-Западный фронт   | 34-я армия            | —                                  | — |
| 01.11.1943 года | Северо-Западный фронт   | 34-я армия            | —                                  | до 15.11.1943 |
| 01.12.1943 года | 2-й Прибалтийский фронт | 1-я ударная армия     | —                                  | — |
| 01.01.1944 года | 2-й Прибалтийский фронт | 1-я ударная армия     | —                                  | — |
| 01.02.1944 года | 2-й Прибалтийский фронт | 1-я ударная армия     | —                                  | с 02.02.1944 по 14.02.1944 в составе Волховского фронта                                                                        |
| 01.03.1944 года | 2-й Прибалтийский фронт | 1-я ударная армия     | 14-й гвардейский стрелковый корпус | — |
| 01.04.1944 года | 2-й Прибалтийский фронт | 1-я ударная армия     | 14-й гвардейский стрелковый корпус | с 07.04.1944 по 20.04.1944 в составе 90-го стрелкового корпуса                                                                 |
| 01.05.1944 года | 2-й Прибалтийский фронт | 1-я ударная армия     | 12-й гвардейский стрелковый корпус | — |
| 01.06.1944 года | 2-й Прибалтийский фронт | 1-я ударная армия     | 12-й гвардейский стрелковый корпус | 01-03.06.1944 в непосредственно фронтовом подчинении                                                                           |
| 01.07.1944 года | 2-й Прибалтийский фронт | 22-я армия            | 90-й стрелковый корпус             | с 07.07.1944 по 10.07.1944 в составе 3-го Прибалтийского фронта                                                                |
| 01.08.1944 года | 2-й Прибалтийский фронт | 22-я армия            | 90-й стрелковый корпус             | с 11.08.1944 по 20.08.1944 в составе 3-й ударной армии                                                                         |
| 01.09.1944 года | 2-й Прибалтийский фронт | 22-я армия            | —                                  | — |
| 01.10.1944 года | 1-й Прибалтийский фронт | 43-я армия            | 90-й стрелковый корпус             | — |
| 01.11.1944 года | 1-й Прибалтийский фронт | 43-я армия            | 90-й стрелковый корпус             | — |
| 01.12.1944 года | 1-й Прибалтийский фронт | 43-я армия            | 90-й стрелковый корпус             | — |
| 01.01.1945 года | 1-й Прибалтийский фронт | 43-я армия            | 90-й стрелковый корпус             | — |
| 01.02.1945 года | 1-й Прибалтийский фронт | 43-я армия            | 90-й стрелковый корпус             | до 19.02.1945 |
| 01.03.1945 года | 1-й Прибалтийский фронт | 43-я армия            | 13-й гвардейский стрелковый корпус | с 07.03.1945 по 22.03.1945 в составе 103-го стрелкового корпуса                                                                |
| 01.03.1945 года | 3-й Белорусский фронт   | 2-я гвардейская армия | 11-й гвардейский стрелковый корпус | |
| 01.04.1945 года | 3-й Белорусский фронт   | 2-я гвардейская армия | 11-й гвардейский стрелковый корпус | c 06.04.1945 по 18.04.1945 в составе 60-го стрелкового корпуса c 18.04.1945 по 22.04.1945 в составе 103-го стрелкового корпуса |
| 01.05.1945 года | 3-й Белорусский фронт   | 43-я армия            | 103-й стрелковый корпус            | c 01.05.1945 в составе 2-го Белорусского фронта                                                                                |

## Командный состав

### Командиры
- Я. Я. Круус (до июня 1941), генерал-майор
- И. И. Курышев (03.06.1941 — 17.07.1941), полковник
- М. С. Назаров (18.07.1941 — 25.01.1942), полковник
- В. В. Корчиц (26.01.1942 — 29.08.1942), комбриг, с 04.08.1942 генерал-майор
- В. М. Шатилов (30.08.1942 — 06.04.1944), полковник
- А. Ю. Калнин (07.04.1944 — 05.06.1944), полковник
- М. В. Фёдоров (06.06.1944 — 16.04.1945), полковник
- А. А. Шенников (17.04.1945 — 22.04.1945), полковник
- М. В. Фёдоров (23.04.1945 — ??.07.1945), полковник

### Штаб
- Ян Курвитс[эст.], начальник штаба (в/ч № 4282)
- Рудольф Прантс[эст.], начальник 3-го Особого отдела дивизии (в/ч № 4457)

### Командиры подразделений
- Вольдемар-Карл Кохт, командир 140-го стрелкового полка (в/ч № 4297)
- А. И. Сауэсельг, командир 171-го стрелкового полка (в/ч № 4302)
- И. М. Лукас, командир 232-го стрелкового полка (в/ч № 4318)
- Й. Г. Тамм, командир 625-го лёгкого артиллерийского полка (в/ч № 4347)
- А. Ю. Кудевита, начальник штаба 625-го лёгкого артиллерийского полка (в/ч № 4347)
- А. Д. Тенно, командир 626-го гаубичного артиллерийского полка (в/ч № 4359)
- Я. Я. Феликс[эст.], командир 108-й отдельной разведывательной роты (позднее батальона, в/ч № 4386)
- В. Я. Якобсон, командир 9-го отдельного батальона связи (в/ч № 4422)
- М. Ю. Луулик, командир 201-го отдельного сапёрного батальона (в/ч № 4438)
- П. Х. Краус[эст.], командир 14-го отдельного истребительно-противотанкового дивизиона (в/ч № 4361)
- Г. Я. Муутра, командир 138-го отдельного зенитного артиллерийского дивизиона (в/ч № 4379)

## Награды и наименования
| Награда (наименование)           | Дата                 | За что награждена |
| -------------------------------- | -------------------- | --- |
| Почётное наименование «Дновская» | 26 февраля 1944 года | награждена приказом Верховного Главнокомандующего № 077 от 24 февраля 1944 года за отличие в боях при освобождении города Дно. |

Награды частей дивизии:
- 140-й стрелковый Краснознамённый[3] полк
- 171-й стрелковый Краснознаменный[3] полк
- 232-й стрелковый ордена Кутузова[4] полк
- 14-й отдельный истребительно-противотанковый ордена Александра Невского[4] дивизион

## Отличившиеся воины дивизии
| Награда | Ф. И. О.                       | Должность                                                                                 | Звание            | Дата награждения                                         | Примечания                                               |
| ------- | ------------------------------ | ----------------------------------------------------------------------------------------- | ----------------- | -------------------------------------------------------- | -------------------------------------------------------- |
|         | Азаров, Василий Николаевич     | Командир батальона 171-го стрелкового полка                                               | капитан           | 29.06.1945                                               | —                                                        |
|         | Громков, Сергей Фёдорович      | Наводчик орудия 625-го артиллерийского полка                                              | старшина          | 20.04.1944 06.03.1945 15.05.1946                         | —                                                        |
|         | Исраелян, Георгий Аванесович   | Помощник командира сапёрного взвода 140-го стрелкового полка                              | старший сержант   | 17.11.1943 27.04.1944 24.03.1945                         | один из первых представленных к ордену Славы III степени |
|         | Машков, Михаил Иванович        | стрелок 171-го стрелкового полка                                                          | красноармеец      | перенагражден орденом Славы I степени 23 марта 1963 года |                                                          |
|         | Романов, Пётр Ильич            | Командир стрелкового батальона 140-го стрелкового полка                                   | капитан           | 19.04.1945                                               | посмертно, вызвал огонь на себя                          |
|         | Сазонов, Пётр Климович         | Командир орудия батареи 45 мм пушек 232-го стрелкового полка                              | сержант           | 15.02.1945 7.6.1945 7.7.1945                             | ?                                                        |
|         | Симоненков, Николай Николаевич | Командир стрелковой роты 232-го стрелкового полка                                         | старший лейтенант | 29.06.1945                                               | —                                                        |
|         | Хрупов, Василий Васильевич     | Командир орудия 14-го отдельного истребительно-противотанкового артиллерийского дивизиона | старший сержант   | 20.07.1944 05.11.1944 15.05.1946                         | —                                                        |
|         | Шлюйков, Пётр Иванович         | Заместитель командира миномётной роты 171-го стрелкового полка                            | старший лейтенант | 31.03.1943                                               | —                                                        |

## Память
- Музей в Центре образования № 109 города Москвы
- Памятный знак в деревне Пенно с надписью «В память воинов 182-й стрелковой дивизии, павших в бою 30 — 31.03.43 г. Здесь, не имея на отход приказа, сражаясь стойко и бесстрашно, погибли ВСЕ! 2 батальона 171-го стрелкового полка и 2-й роты 365-го ОПАБ. Таков исход! Их подвиг помните, потомки!!!»
- Мемориальный комплекс на братской могиле советских воинов в посёлке Романово
- Мемориальный комплекс на братской могиле советских воинов в посёлке Переславское
- Посёлок Романово (Калининградская область) назван в честь Героя Советского Союза капитана Романова Пётра Ильича — командира стрелкового батальона 140-го стрелкового полка